# Шагерль, Маркус
Ма́ркус Ша́герль (нем. Markus Schagerl; род. 27 марта 1981, Линц) — австрийский кёрлингист и тренер по кёрлингу.
В составе мужской сборной Австрии участник двух чемпионатов Европы (лучший результат — семнадцатое место в 2003), в составе смешанной сборной Австрии участник двух чемпионатов Европы (оба раза — пятнадцатое место), в составе смешанной парной сборной Австрии участник двух чемпионатов мира (лучший результат — двадцать шестое место в 2015).
Играет в основном на позиции четвёртого. Скип команды.
Является неоднократным чемпионом и призёром чемпионатов Австрии — за спортивную карьеру 4 раза становился чемпионом Австрии по кёрлингу среди мужчин, 2 раза чемпионом Австрии по кёрлингу среди смешанных команд, 1 раз чемпионом Австрии по кёрлингу среди смешанных пар.

## Достижения
- Чемпионат Австрии по кёрлингу среди мужчин: серебро (2004, 2006, 2007, 2008), бронза (2005, 2010, 2022).
- Чемпионат Австрии по кёрлингу среди смешанных команд: золото (2008, 2019), серебро (2009, 2014, 2015, 2017), бронза (2005, 2013)[5].
- Чемпионат Австрии по кёрлингу среди смешанных пар: золото (2017), бронза (2013).

## Команды
| Сезон                          | Четвёртый      | Третий              | Второй            | Первый          | Запасной        | Тренер                       | Турниры              |
| ------------------------------ | -------------- | ------------------- | ----------------- | --------------- | --------------- | ---------------------------- | -------------------- |
| 2003—04                        | Harald Fendt   | Маркус Шагерль      | Andreas Schlögel  | Peter Mondl     | Markus Schlögel |                              | ЧЕ 2003 (17 место)   |
| 2007—08                        | Маркус Шагерль | Boris Seidl         | Michael Skokan    | Manuel Seidl    | Armin Kvas      | Родгер Густаф Шмидт          | ЧЕ 2007 (20 место)   |
| 2008—09                        | Маркус Шагерль | Armin Kvas          | Boris Seidl       | Manuel Seidl    |                 |                              |                      |
| 2010—11                        | Маркус Шагерль | Armin Kvas          | Manuel Seidl      | Gunter Dressler |                 |                              | [ 6 ]                |
| Кёрлинг среди смешанных команд |                |                     |                   |                 |                 |                              |                      |
| 2006—07                        | Маркус Шагерль | Verena Hagenbuchner | Rainer M.M. Ammer | Jasmin Seidl    |                 |                              | ЧЕСК 2006 (15 место) |
| 2008—09                        | Маркус Шагерль | Verena Hagenbuchner | Rainer M.M. Ammer | Jasmin Seidl    | Armin Kvas      | Karin Trauner                | ЧЕСК 2008 (15 место) |
| Кёрлинг среди смешанных пар    |                |                     |                   |                 |                 |                              |                      |
| 2014—15                        | Анна Вегхубер  | Маркус Шагерль      |                   |                 |                 | Manfred Weghuber             | ЧМСП 2015 (26 место) |
| 2017—18                        | Анна Вегхубер  | Маркус Шагерль      |                   |                 |                 | Ули Капп, Philipp Gahleitner | ЧМСП 2018 (32 место) |

(скипы выделены полужирным шрифтом)

## Результаты как тренера национальных сборных
| Год  | Турнир                                           | Сборная               | Место |
| ---- | ------------------------------------------------ | --------------------- | ----- |
| 2006 | Первенство Европы по кёрлингу среди юниоров 2006 | Австрия (юниоры муж.) | 9     |
| 2006 | Первенство Европы по кёрлингу среди юниоров 2006 | Австрия (юниоры жен.) | 6     |